# 涙のない世界
「涙のない世界」（なみだのないせかい）は、AAAの52枚目のシングル。2016年10月5日にavex traxから発売された。

## 概要
- 前作「NEW」から約4ヶ月ぶりの発売となる。
- カップリング曲が2曲以上収録されるのは23rdシングル「Heart and Soul」以来約6年ぶりである。
- ジャケットA、B、mu-moショップ限定盤7種類の9形態で発売。全形態にスマプラが付く[1]。
- 初回限定封入特典(9形態共通)には、8種中1種のトレーディングカードが封入される[1]。
- 2016年10月17日付オリコン週間シングルランキングにて初登場5位を獲得した。オリコンシングルウィーリーチャートで「Love Is In The Air」から15作連続TOP5入りを記録、初動売上はシングルでは4.7万枚を記録し、同グループのシングルとしては5番目となる高セールスを記録した。
- 2016年10月28日、音楽番組「ミュージックステーション」に「PARADISE」以来、6年ぶり4回目の登場。バイオリニストの三浦文彰との共演で「涙のない世界」を披露[2]。
- 第58回日本レコード大賞「優秀作品賞」受賞曲である。

## 収録内容

### ジャケットA
CD
1. 涙のない世界 [5:12]
（作詞：森月キャス / Rap詞：Mitsuhiro Hidaka / 作曲：日比野裕史 / 編曲：ats-、清水武仁、渡辺徹）
日本テレビ系「スッキリ!!」10月テーマソング
ハウステンボス「光の王国」タイアップソング[3]
CD発売に先行して、2016年8月27日にJ-WAVE「J-POP SATURDAY」の放送内で音源が解禁された[4]。また、2016年9月14日より音楽配信サイト「AWA」で配信を開始している[5]。
USENの週間USEN HIT J-POPランキングでは3週連続の1位を獲得している[6]。
2. Yell [4:49]
（作詞：鳥海雄介 / Rap詞：Mitsuhiro Hidaka / 作曲：渡辺徹 / 編曲：ArmySlick）
全日本空手道連盟公式応援ソング
進研ゼミプラス CMソング
CD収録に先行して、2016年7月6日より配信を開始している[7]。
3. Jewel [4:47]
（作詞：溝口貴紀 / 作曲：葛谷葉子 / 編曲：渡辺徹）
VIP『Geo World VIP』CMソング
ニンテンドー3DS用ゲームソフト「ぷよぷよクロニクル」CMソング[8]
ラグーナテンボス「史上最光の冬ラグーナ」CMソング[9]
宇野実彩子と伊藤千晃がボーカルを担当している。CD発売に先行して、2016年8月17日より音楽配信サイト「AWA」で配信を開始している[5]。また、2016年8月26日から9月4日までの期間、東京・原宿の竹下通りに設置されたスピーカーから、宇野、伊藤のコメントと共に音源が放送された[10]。
4. 涙のない世界 (Instrumental)[5:12]
5. Yell (Instrumental)[4:49]
6. Jewel (Instrumental)[4:44]

DVD
1. 涙のない世界(Music Clip)
2. 涙のない世界(Music Clip Making)
3. Jewel(Music Clip)

### ジャケットB
CD
1. 涙のない世界
2. Yell
3. Jewel
4. 涙のない世界 (Instrumental)
5. Yell (Instrumental)
6. Jewel (Instrumental)

### mu-moショップ限定盤
- メンバー7名それぞれのバージョンで発売[1]。

CD
1. 涙のない世界 [5:12]
2. Yell [4:49]
3. Jewel [4:47]
4. 涙のない世界 (Acoustic Version) [5:15]
5. 涙のない世界 (Instrumental) [5:12]
6. Yell (Instrumental) [4:49]
7. Jewel (Instrumental) [4:44]